# La Forêt-du-Parc

La Forêt-du-Parc este o comună în departamentul Eure, Franța. În 1 ianuarie 2022 avea o populație de 636 de locuitori.